# جنوب الخليج (منطقة خليج سان فرانسيسكو)
جنوب الخليج هو منطقة دون الإقليمية الواقعة في منطقة خليج سان فرانسيسكو، كاليفورنيا، الولايات المتحدة ومتشابه تقريبا مع وادي السليكون، وادي سانتا كلارا، ومقاطعة سانتا كلارا (بشكل عام).خليج الجنوب هو واحد من عدة مناطق دون إقليمية في منطقة الخليج بما في ذلك: سان فرانسيسكو، وشمال الخليج بما في ذلك أجزاء من واين كنتري، وشبه الجزيرة، وشرق الخليج، وغيرها. سان خوسيه هي أكبر مدينة في جنوب الخليج ومنطقة الخليج.